# کیش‌چچ
کیش‌چِچ (به مجاری:  Kiscsécs) یک منطقهٔ مسکونی در مجارستان است که در بورشود-آبااوی-زمپلن واقع شده‌است.